# Impatiens chloroxantha
Impatiens chloroxantha är en balsaminväxtart som beskrevs av Yi Ling Chen. Impatiens chloroxantha ingår i släktet balsaminer, och familjen balsaminväxter. Inga underarter finns listade i Catalogue of Life.